# Großsteingrab Tjørnehøigård
Das Großsteingrab Tjørnehøigård war eine megalithische Grabanlage der jungsteinzeitlichen Nordgruppe der Trichterbecherkultur im Kirchspiel Nørre Herlev in der dänischen Kommune Hillerød. Es wurde im 19. Jahrhundert zerstört.

## Lage
Das Grab lag südlich von Ny Hammersholt auf einem Feld westlich der Bahnstrecke. In der näheren Umgebung gibt bzw. gab es zahlreiche weitere megalithische Grabanlagen.

## Forschungsgeschichte
Im Jahr 1890 führten Mitarbeiter des Dänischen Nationalmuseums eine Dokumentation der Fundstelle durch. Zu dieser Zeit waren keine baulichen Überreste mehr auszumachen.

## Beschreibung
Die Anlage besaß eine längliche Hügelschüttung unbekannter Größe und Orientierung. Ob ursprünglich eine Umfassung vorhanden war, ist unklar. Der Hügel enthielt zwei Grabkammern, die wahrscheinlich als Dolmen anzusprechen sind. Beide Kammern waren zwischen 1,2 m und 1,6 m lang und hoch.